# Hans-Georg Severin
Hans-Georg Severin (* 27. September 1941 in Berlin) ist ein deutscher Christlicher Archäologe.

## Leben
Severin studierte ab 1960 Christliche Archäologie und Byzantinische Kunstgeschichte, Klassische Archäologie, Kunstgeschichte und Byzantinistik an den Universitäten Berlin, Freiburg und München und schloss das Studium 1967 mit der Promotion im Fach Christliche Archäologie und Byzantinische Kunstgeschichte bei Klaus Wessel an der Universität München ab.
Seit 1967 arbeitete er als Wissenschaftlicher Angestellter, dann Kustos, Oberkustos und Leiter der Frühchristlich-Byzantinischen Sammlung der Staatlichen Museen zu Berlin in Berlin-Dahlem. 1990 erfolgte die Habilitation an der Freien Universität Berlin mit der venia für Christliche Archäologie.
Nach Zusammenlegung der Berliner Sammlungsbestände der Frühchristlich-Byzantinischen Sammlung auf der Museumsinsel 1992 (siehe Skulpturensammlung und Museum für Byzantinische Kunst) wechselte er an die Universität Bonn und lehrte dort bis 2006 als C3-Professor Christliche Archäologie. Er ist korrespondierendes Mitglied des Deutschen Archäologischen Instituts.
Seine Forschungsschwerpunkte sind spätantike und byzantinische Kleinkunst, spätantike und frühbyzantinische Skulptur, besonders Bauornamentik, und speziell Skulptur der spätantiken und frühbyzantinischen Zeit in Ägypten (sogenannte koptische Skulptur). Er arbeitete in der Türkei (Lykien), in Syrien und vor allem in Ägypten, zuletzt in Dair Anbā Bīšūi (sogenanntes Rotes Kloster) bei Sohag und in Antinoupolis / Sheikh Ibada in Mittel- und Ober-Ägypten.

## Schriften
- Zur Portraitplastik des 5. Jahrhunderts nach Christus (= Miscellanea Byzantina Monacensia 13).  Institut für Byzantinistik und Neugriechische Philologie, München 1972 (Dissertation)
- mit Gisela Severin: Marmor vom Heiligen Menas. (= Liebieghaus Monographie 10). Liebieghaus, Frankfurt am Main 1987
- mit Arne Effenberger: Das Museum für Spätantike und Byzantinische Kunst. Staatliche Museen zu Berlin. Zabern, Mainz 1992 ISBN 3-8053-1185-0
- mit Peter Grossmann: Frühchristliche und byzantinische Bauten in südöstlichen Lykien (= Istanbuler Forschungen 46). Wasmuth, Tübingen 2003, ISBN 3-8030-1767-X
- mit Gunnar Brands (Hrsg.): Die spätantike Stadt und ihre Christianisierung.  vom 14. bis 16. Februar 2000 in Halle/Saale. Reichert, Wiesbaden 2003, ISBN 3-89500-296-8